# رودولف یوگرت
رودولف یوگرت (آلمانی: Rudolf Jugert; ۳۰ سپتامبر ۱۹۰۷ – ۱۴ آوریل ۱۹۷۹) کارگردان فیلم اهل آلمان بود.
وی همچنین برندهٔ جوایزی همچون جایزه فیلم آلمان شده‌است. یوگرت کارگردان فیلم‌هایی همچون سلام، بانوی جوان! بوده.